# Poly(ethersulfony)
Polyethersulfony (PESU), patřící do rodiny polysulfonů, jsou vysokoteplotní termoplastické inženýrské polymery. PESU se vyznačují dobrou průhledností, odolností proti ohni a zejména nejnižším únikem emisí kouře ze všech dostupných materiálů. Jde o amorfní, tuhé a houževnaté polymery.

PESU má ze všech polyarylsulfonů (polysulfony (PSU), polyethersulfony, polyfenylsulfony(PPSU)) nejvyšší hodnoty teplotní odolnosti a modulu pružnosti v tahu. Vlastnostmi se PESU podobá PSU, ale vykazuje vyšší rázovou houževnatost a lepší chemickou odolnost. Materiály vyrobené z tohoto polymeru jsou vhodné i při zpracování potravin a nápojů, recyklaci odpadních vod a pro výrobu lékařských komponent. Chemická struktura se PESU skládá převážně z aromatických kruhů (fenylové a bifenylové skupiny) spojených střídavě etherovými a sulfonovými skupinami. 

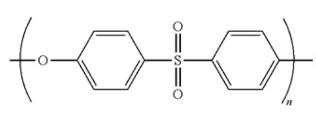
Molekulární struktura polyethersulfonu

## Syntéza a výroba
Polyestersulfony, chemickým názvem poly(oxy-1,4-fenylensulfonyl-1,4-fenylen), lze připravit polykondenzací vhodných monomerů nebo polymerací cyklických ethersulfonů za otevření kruhu. Jednou z nejběžnějších metod je nukleofilní substituce aromatického chloro- nebo fluorosulfonu fenoxidovým iontem. Například reakcí disodné soli bisfenolu A
s dichlordifenylsulfonem vzniká polysulfon bisfenolu A (PSU):
PESU lze zpracovávat běžnými metodami zpracování termoplastů, jako je vstřikování, vytlačování, vyfukování nebo tepelné tvarování. Vykazuje nízkou smrštitelnost.
Pro vstřikování se doporučují teploty v sudech 340–380 °C a teploty taveniny 360 °C. Neplněný PESU lze vytlačovat do desek, tyčí, filmů a profilů.

## Vlastnosti
Vlastnosti PESU vycházejí z jejich chemické struktury. Sulfonová skupina poskytuje stálost při vysokých teplotách. Etherová vazba umožňuje mobilitu polymerního řetězce při zpracování polymeru ve fázi taveniny.
Teplota skelného přechodu těchto materiálů je zhruba 225 ℃, teplota tepelné deformace 203 ℃. Mají vynikající dlouhodobou odolnost proti tečení při teplotách až 150 ℃.
Polyethersulfony jsou obzvláště odolné vůči kyselinám, zásadám, olejům, tukům, alifatickým uhlovodíkům a alkoholům. Jsou naopak napadány ketony, estery a některými halogenovanými a aromatickými uhlovodíky.
Navíc jsou PESU známé pro svou dobrou optickou průhlednost, velmi dobrou hydrolytickou a sterilizační odolnost, biokompatibilitu, vynikající izolační vlastnosti a tuhost i při vysokých teplotách. Jejich nevýhoda tkví v nízké odolnosti vůči UV záření.

## Využití
Odolnost vůči olejům a plynům při vysokých teplotách umožňuje použití polyethersulfonu v automobilovém průmyslu, kde se používá hlavně pod kapotou, například na víčka akumulátorů, olejová čerpadla, písty pro regulaci oleje, díly převodovek, díly karburátorů, ložiskové klece a součásti zapalování. PESU se také nachází v automobilových světlometech (stínítka, kryty a reflektory). Schopnost snášet opakovanou sterilizaci umožňuje jeho použití v různých lékařských aplikacích, jako jsou membrány pro dialyzátory, nástroje, díly pro nástroje, svítidla pro chirurgické sály, sterilizační boxy, infuzní zařízení, lahve na sekrety a opakovaně použitelné injekční stříkačky.
Použití těchto materiálů ale limituje jejich vysoká prodejní cena. Z tohoto důvodu jsou aplikace spíše omezené a omezují se na vysoce sofistikované oblasti malých objemů v elektronice, leteckém a zdravotnickém průmyslu.